# Percy Eckstein
Percy Eckstein (geboren 21. Februar 1899 in Baden bei Wien, Österreich-Ungarn; gestorben 19. März 1962 in Rom) war ein österreichischer Schriftsteller, Journalist und Übersetzer aus dem Italienischen.

## Leben

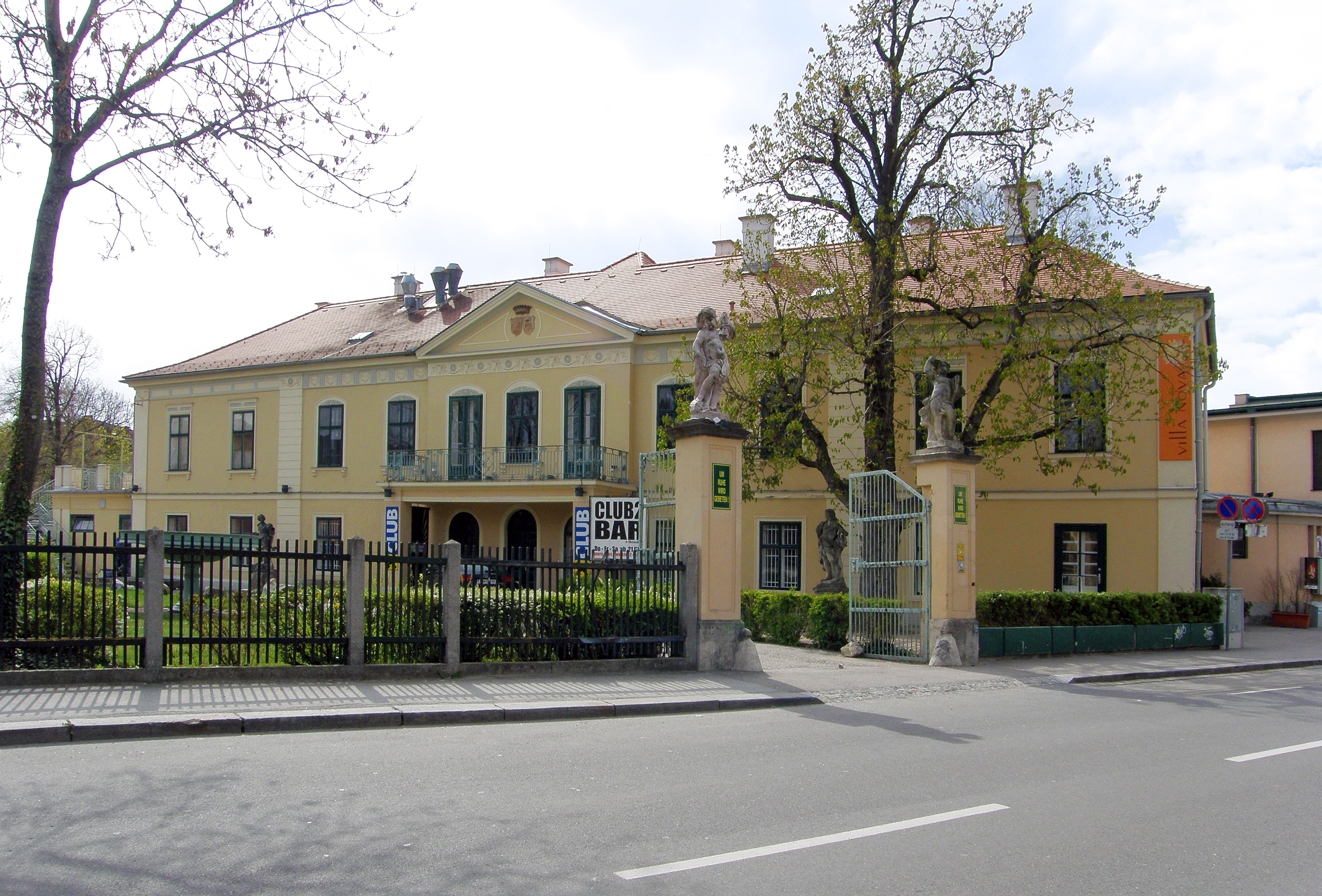
Geburtshaus von Percy Eckstein, Villa Aichelburg, Baden bei Wien

Percy Ecksteins Vater Friedrich Eckstein war ein wohlhabender Privatgelehrter, Schöngeist und Freund Sigmund Freuds, die Mutter Bertha Eckstein-Diener verließ 1904 die Familie und war als Schriftstellerin unter dem Namen Sir Galahad tätig. Eckstein emigrierte 1939 in die Schweiz und lebte ab 1940 in Rom.
Teilweise gemeinsam mit seiner Ehefrau Wendla Lipsius hat Eckstein einige wichtige Werke von Alberto Moravia übersetzt. Hohe Auflagen erzielte seine gemeinsam mit Ulrich Weber verfasste Übersetzung des pädagogischen Standardwerkes von Maria Montessori Kinder sind anders (Il segreto dell’infanzia, 1952).
Eckstein hat auch für Die Zeit und die Weltwoche geschrieben. Er hat zwei eigene Werke veröffentlicht.

## Schriften
- Ferdinand von Lesseps – Triumph und Tragödie eines Optimisten.  Luckmann-Verlag, Wien 1947.
- Ferdinand von Lesseps, der Mann, der die Meere verband. Büchergilde Gutenberg, Wien 1951.
- Brutus in Paris. Roman. Diana-Verlag, Wien 1952.

## Übersetzungen
- (gemeinsam mit Ulrich Weber, bearb. von Helene Helming:) Maria Montessori: Kinder sind anders. Klett, Stuttgart 1952
- (gemeinsam mit Wendla Lipsius:) Dino Buzzati: Die Festung. Biederstein, München 1954
- (gemeinsam mit Wendla Lipsius:) Dino Buzzati: Die Tatarenwüste (Il deserto dei Tartari)
- (gemeinsam mit Wendla Lipsius:) Dino Buzzati: Des Schicksals roter Faden. Tauchnitz, Stuttgart 1955[1]
- Bruce Marshall: Mädchen im Mai. Hegner, Köln 1959
- Luigi Pirandello: Meistererzählungen. Diogenes, Zürich 1987
- Bonaventura Tecchi: Die Egoisten. Classen, Zürich 1960
- Paolo Levi: Das Tonband des Kommissars Santi. Hörspiel von Heinz Schimmelpfennig mit Helmut Peine, Radio Bremen 1961
- Pier Maria Pasinetti: Venezianisch Rot. Biederstein Verlag, München 1961
- Uberto Paolo Quintavalle: Das Mädchen Giuggi. Herbig (Kahnert), Berlin-Grunewald 1962
- Ugo Moretti: Glück bei Nacht. Roman, 1962
- Nino Modica: Italienische Passion. Blanvalet, Berlin 1960
- Isa Mari: Die Hölle in der Stadt. Pegasus Verlag, Wetzlar 1959
- Luigi Pirandello: In der Fremde. Sauerländer, Aarau 1958
- (gemeinsam mit Wendla Lipsius:) Paolo Levi: Der Weg ist dunkel. Schauspiel in zwei Teilen. Mit einem Vorwort von Percy Eckstein. Desch, München 1957
- (gemeinsam mit Wendla Lipsius:) Carlo Bernari: Der Vesuv raucht nicht mehr. Biederstein, München 1956
- Alba De Céspedes: Das verbotene Tagebuch. Schaffrath, Köln 1955
- Alba De Céspedes: Allein in diesem Haus. Bastei-Verlag Lübbe, Bergisch Gladbach 1976
- Alba De Céspedes: Das verbotene Tagebuch. Schaffrath, Köln 1955
- Giuseppe Patroni Griffi: Man stirbt noch an der Liebe. Schauspiel in drei Akten (ital.: D’amore si muore). Desch, München / Wien / Basel 1960

Werke von Alberto Moravia
- (gemeinsam mit Wendla Lipsius:) Die Mädchen vom Tiber. Geschichten aus Rom. Desch, München 1957
- Cesira (ital.: La ciociara). Desch, Wien 1958 (verfilmt unter dem Titel Und dennoch leben sie)
- Eine russische Reise (ital.: Un mese nell’ URSS). Desch, München 1959
- (gemeinsam mit Wendla Lipsius:) Der Konformist (Il conformista). Desch, Wien 1960
- (gemeinsam mit Wendla Lipsius:) La noia. Desch, München 1961
- Beatrice Cenci. Schauspiel in drei Akten und einem Nachspiel. Desch, München 1962